# Henize 3-1333
Henize 3-1333 – mgławica planetarna znajdująca się w gwiazdozbiorze Ołtarza.
Wewnątrz mgławicy leży gwiazda CPD−56°8032 (V837 Arae) o masie wynoszącej około 60% M☉ określana jako gwiazda typu Wolfa-Rayeta. Jej pozorna jasność znacząco się zmienia, co może być spowodowane przez dysk pyłowy prawie dokładnie skierowany krawędzią w stronę Ziemi. Ten dysk co jakiś czas przesłania gwiazdę centralną. Nie jest to rzeczywista gwiazda Wolfa-Rayeta, gdyż obiekty te są znacznie większe i bardziej masywne. Jest to podobna do Słońca, stosunkowo niewielka gwiazda w bardzo późnym stadium ewolucji, która wykazuje podobną charakterystykę do gwiazd Wolfa-Rayeta. Obydwa typy gwiazd mają bardzo gorące, odsłonięte jądra helowe, ale z różnych powodów; gwiazdy Wolfa-Rayeta mają „rozdętą” powłokę gazową z powodu bardzo silnych wiatrów gwiazdowych, mniejsze gwiazdy typu Wolfa-Rayeta odsłoniły ich jądra po odrzuceniu zewnętrznych warstw po wyczerpaniu się zasobów paliwa do reakcji termojądrowej.
Temperatura gwiazdy wynosi 30 tysięcy K, rocznie traci ona znaczną część swojej masy (około 4×10−6M☉).
Gwiazda otoczona jest dyskiem pyłowym o wewnętrznej średnicy 97±11 j.a., który z punktu widzenia Ziemi powoduje okresowe, znaczne różnice w jasności gwiazdy.